# Tirunelveli
Tirunelveli (tàmil திருநெல்வேலி) o Tinnevelly o Nellai (tàmil நெல்லை) és una ciutat i corporació municipal de Tamil Nadu, capital del districte de Tirunelveli, a l'Índia.
A la ciutat hi ha el temple de Nellaiappar, dedicat a Xiva i el més gran de l'estat. El seu nom derivaria en una o altra forma d'arròs (nell) o camps d'arròs. Està situada a 8° 44′ N, 77° 42′ E / 8.73°N,77.7°E, a la riba del riu Tambraparni i enfront de Palamcottah, a l'altre costat del riu. Consta al cens del 2001 amb 411.298 habitants; el 1991 tenia 345.772 habitants, i la projecció pel 2009 és de 597.979 habitants. La corporació municipal ocupa una superfície de 128,65 km².
Vers 1560 fou reconstruïda per Visvanatha Nayaka (1529-1563), segon nayak de la dinastia de Madura. Va passar a sobirania britànica el 1801, però abans ja l'administraven. La població el 1891 era de 24.768 habitants i el 1901 de 40.469, dels quals 7/8 parts eren hindús. La municipalitat es va formar el 1866.